# Feljtonski roman
Feljtonski roman (tudi feljtonistični, podlistkarski, časnikarski roman ipd.) je roman, objavljen v nadaljevanjih pod črto na dnu strani dnevnoinformativnega tiska, tj. časnikov. 

## Značilnosti
Za te romane so značilne objave v nadaljevanjih, običajno gre za eno nadaljevanje na vsako številko informativnega tiska. V začetnih letih pogosto skušajo bralce usmeriti v politične in ideološke nazore publikacije, hkrati pa je pomembna popularnost romanov, oziroma, kot pravi Bachleitner: »sredstvo kratkočasenja, ki naj bi privabljalo nove bralce.«  Vzbujajo napetost z uporabo napetih zaključkov tik pred razpletom (cliffhangerjev) in s tem, da se začnejo ali prekinejo tik pred obnovitvijo naročnin in tako zavlečejo zaključek romana v novo naročnino, zato so zelo učinkoviti kot oglaševalsko sredstvo. 

## Zgodovina
Liberalizacija v 19. stoletju je bila zelo pomembna za popularizacijo feljtonskega romana, najbolj vplivna na tem področju je bila Francija, v kateri je začel nastajati popularni roman. Tam se feljtonski roman prvič pojavi oktobra 1836, ko je začel izhajati roman Honoréja de Balzaca z naslovom Stara devica. Večjo priljubljenost in vplivnost v drugih državah so doživeli romani Alexandra Dumasa (Grof Monte Cristo) in Eugèna Sueja (Pariške skrivnosti, Večni Jud). Za njihov razcvet so bile pomembne revolucije leta 1848, ki so veliko časnikov osvobodile cenzure, sicer je veliko držav že prej poznalo takšno ali podobno obliko objavljanja leposlovja. Francoski feljtonski romani so vplivali na nemško književnost, v kateri je prvi takšen roman Življenje in dejanja slovečega viteza Schnapphahnskega, ki ga je napisal Georg Weerth v letih 1848/49. V letih 1850/51 je Karl Gutzkow izdajal roman Vitezi duha, prvi nemški roman, ki je posnemal obliko francoskih feljtonskih romanov. V Avstriji je imel pomembno vlogo časnik Presse, ustanovljen leta 1848, eden pomembnejših avstrijskih feljtonskih romanov je Oba Grasla pisatelja Eduarda Breierja. V Angliji so se že med letoma 1712 in 1714 v serijskih publikacijah pojavljala prozna dela v nadaljevanjih (Klatež, Robinson Crusoe). Takšen način izdajanja je ostal popularen tudi v 19. stoletju, a večinoma v mesečnih in občasno tedenskih izdajah v snopičih, kar je podobno feljtonskim izdajam, a izhajajo v samostojnih zvezkih. Najpomembnejše delo je roman Charlesa Dickensa Pickwickovci iz leta 1836. Romani v snopičih so bili popularni tudi v Španiji, tu že v 18. stoletju najdemo predhodnike feljtonskega romana, imenovane novela folletinesca, na primer Maroška pisma Joseja Cadalsa y Vazqueza. Italija je feljtonski roman dobila šele v šestdesetih in sedemdesetih letih 19. stoletja, čeprav je bilo tam že od dvajsetih let razširjeno popularno pripovedništvo. Prvi pomembnejši avtor feljtonskega romana je Francesco Mastriani z romanom Slepa iz Sorenta (1852). Liberalizacija se je v Rusiji začela v šestdesetih letih 19. stoletja, od preloma stoletja naprej so izhajali romani v snopičih, od približno leta 1880 naprej pa v podlistkih. V prehodu v 20. stoletje je bila večina prebivalstva nepismena, zato so bili bralci romanov večinoma plemiči.

## Slovenski feljtonski roman
Med 1873 in 1918 je na straneh slovenskih časnikov izšlo okrog 250 feljtonskih romanov, skoraj polovica med izseljenci v Severni Ameriki. Produkcija se je strmo vzpenjala, časniki, avtorji in prevajalci so bili bodisi liberalsko (Slovenski narod, Edinost, Clevelandska Amerika) bodisi katoliško (Slovenec, Soča, Domoljub, Amerikanski Slovenec) opredeljeni in tej nazorski ločnici se je s svojim sporočilom podrejalo tudi romanopisje; nekje vmes je bil le ameriški Glas naroda. Delež izvirne produkcije je bil četrtinski (po zaslugi matičnih liberalskih časnikov) in rastoč, med jeziki, iz katerih so romane prevajali, pa je bila na prvem mestu francoščina, potem angleščina, nemščina in ruščina; začetno zanimanje za prevajanje iz slovanskih jezikov je usihalo. 
Prvi feljtonski roman na Slovenskem je bil nemški (Jakob Alešovec, Laibacher Mysterien, Laibacher Zeitung 1868), prvi slovenski je izšel leta 1873 (Josip Jurčič, Ivan Erazem Tatanbah, Slovenski narod). Najpogosteje je bil objavljan avtor viteških zgodovinskih romanov in urednik Slovenskega naroda Miroslav Malovrh, med prevedenimi je bil na prvem mestu Henryk Sienkiewicz, sledijo Karl May, Alexandre Dumas in August Šenoa. Feljtonski romani so bili takoj po objavi v časniku ponatisnjeni v knjigi, redke izjeme brez knjižnega ponatisa pa so se izgubile iz literarnozgodovinske zavesti (Anton Mahnič, Zadnji samotar, Josip Vandot, Begunci, Zofka Kveder, Na kmetih). V ameriških slovenskih časnikih je za razliko od matične periodike do prvih objav izvirnih romanov prišlo redko (slovenske avtorje so le ponatiskovali), pač pa je po zaslugi urednikov (Janeza Trčka, ki je bil med prevajalci najplodnejši, Louisa J. Pirca in Berta P. Laknerja) prineslo veliko novih prevodov, ki sploh še niso bibliografsko registrirani: potopisne romane Karla Maya, socialne romane Victorja Hugoja in Émila Zolaja, protivojni roman Berthe von Suttner itd.; v Sloveniji je bil najplodnejši prevajalec Peter Miklavec. Imena avtorjev in prevajalcev so ob naslovu romanov pogosto umanjkala ali pa so bila nadomeščena s kraticami oz. psevdonimi. Repertoar objavljenih avtorskih imen je nacionalno specifičen in le delno primerljiv z drugimi literaturami.
V spletni obliki serijskega romana se je 2014 preizkusil Feri Lainšček, ki je leta 2014 Strah za metulje v nevihti: Spletni roman v nadaljevanjih objavljal na Facebooku.